# Gonzalo Serrano
Gonzalo Serrano Rodríguez (Madrid, 17 augustus 1994) is een Spaans wielrenner die anno 2022 voor Movistar Team uitkomt.

## Carrière
In 2016 werd Serrano, achter Martín Bouzas, tweede op het nationale kampioenschap tijdrijden voor beloften. Een jaar later werd hij zeventiende bij de eliterenners en won hij de tijdrit voor eliterenners zonder contract. Vanaf eind juli 2017 liep Serrano stage bij Caja Rural-Seguros RGA. Tijdens deze stageperiode reed hij onder meer de Ronde van Utah en de Colorado Classic. Aan het eind van het seizoen kreeg hij een tweejarig profcontract aangeboden. In zijn eerste volledige seizoen bij de Spaanse ploeg werd hij onder meer zestiende in de Trofeo Palma en zesde in de Clássica da Arrábida. In 2019 debuteerde hij in de Ronde van Spanje. Hij eindigde, op meer dan vierenhalf uur van winnaar Primož Roglič, op plek 135.
Serrano is de 7 jaar oudere broer van Javier Serrano, die ook professioneel wielrenner is en uitkomt voor EOLO-Kometa.

## Overwinningen
2017
 Spaans kampioen tijdrijden, Elite zonder contract
2020
Bergklassement Ronde van Valencia
2e etappe Ruta del Sol
2021
1e etappe Ruta del Sol
2022
4e etappe Ronde van Groot-Brittannië (mannen)Ronde van Groot-Brittannië
Eindklassement Ronde van Groot-Brittannië
2023
Grote Prijs van Wallonië

## Resultaten in voornaamste wedstrijden
| Jaar | Ronde van Italië | Ronde van Frankrijk | Ronde van Spanje |
| ---- | ---------------- | ------------------- | ---------------- |
| 2019 |                  |                     | 135e             |
| 2020 |                  |                     | 57e              |
| 2021 |                  |                     |                  |
| 2022 |                  |                     |                  |
| 2023 |                  |                     |                  |
| 2024 |                  |                     |                  |
| 2025 |                  |                     |                  |

| Jaar | Milaan-San Remo | Ronde van Vlaanderen | Parijs-Roubaix | Amstel Gold Race | Luik-Bast.‑Luik | Ronde van Lombardije | Waalse Pijl | Clásica San Sebastián |  | WK op de weg |  | Wereldranglijsten |
| ---- | --------------- | -------------------- | -------------- | ---------------- | --------------- | -------------------- | ----------- | --------------------- |  | ------------ |  | ----------------- |
| 2019 |                 |                      |                |                  |                 |                      |             | 60e                   |  |              |  | 766e (UWR)        |
| 2020 |                 |                      |                |                  |                 |                      |             |                       |  |              |  |                   |
| 2021 | 25e             | 67e                  |                | 95e              | 118e            | 102e                 | opgave      | 11e                   |  | 44e          |  |                   |
| 2022 | 41e             |                      |                |                  |                 |                      |             |                       |  |              |  |                   |
| 2023 | 25e             |                      |                | 41e              | 72e             |                      | 52e         |                       |  | opgave       |  |                   |
| 2024 | 26e             |                      |                |                  |                 |                      |             |                       |  |              |  |                   |
| 2025 | 62e             | 106e                 | opgave         | opgave           |                 |                      |             |                       |  |              |  |                   |

## Ploegen
- 2017 –  Caja Rural-Seguros RGA (stagiair vanaf 28 juli)
- 2018 –  Caja Rural-Seguros RGA
- 2019 –  Caja Rural-Seguros RGA
- 2020 –  Caja Rural-Seguros RGA
- 2021 –  Movistar Team
- 2022 –  Movistar Team
- 2023 –  Movistar Team
- 2024 –  Movistar Team
- 2025 –  Movistar Team

Aranburu · Arroyo · Benito · Butler · Celano · Ferrari · Irisarri · Lastra · Mas · Molina · Oien · Page · Pardilla · Prades · Reis · Rosón · Rubio · Sáez · Schultz · Trofimov · Zabala · Pelegrí (stagiair) · Serrano (stagiair) · Sola (stagiair)
Amezqueta · Aranburu · Benito · Celano · Cuadros · Ferrari · Irisarri · Lastra · Mas · Molina · Moreira · Oien · Pardilla · Reis · Rodríguez · Schultz · Serrano · Silva · Soto · Yssaad · Zabala
Aberasturi · Amezqueta · Aranburu · Banaszek · Cañellas · Cepeda · Tsjernetski · Cuadros · Gonçalves · González · Irisarri · Lastra · Malucelli · Molina · Mora · Moreira · Nicolau · Pardilla · Rodríguez · Serrano · Soto · Lazkano (stagiair) · Martín (stagiair) · Pascual (stagiair)
Alba · Arcas · Carretero · Cataldo · Cullaigh · Elosegui · Erviti · García · González ·  Hollmann · Jacobs · Jorgenson · López (tot 1/10) · E. Mas · L. Mas · Mora · Mühlberger · Norsgaard · Oliveira · Pedrero · Rojas · Rubio · Samitier · Serrano · Soler · Torres · Valverde · Verona · Villella
Aranburu · Arcas · Barta · Elosegui · Erviti · García · González · Hollmann · Izagirre · Jacobs · Jorgenson · Kanter · Lazkano · E. Mas · L. Mas · Mühlberger · Norsgaard · Oliveira · Pedrero · Rangel Costa · Rodríguez · Rojas · Rubio · Samitier · Serrano · Sosa · Torres · Valverde · Verona
Aranburu · Arcas · Barta · Erviti · García · Gaviria · González · Guerreiro · Hollmann · Izagirre · Jacobs · Jorgenson · Kanter · Lazkano · E. Mas · L. Mas · Mühlberger · Norsgaard · Oliveira · Pedrero · Rangel Costa · Rodríguez · Rojas · Romeo · Rubio · Samitier · Serrano · Sosa · Torres · Verona
Aranburu · Arcas · Barrenetxea · Barta · Canal · Cavagna · Cimolai · Formolo · García · Gaviria · Guerreiro · Jacobs · Lazkano · Mas · Milesi · Moro · Mühlberger · Norsgaard · Oliveira · Pedrero · Quintana · Rangel Costa (tot 19/8) · Romeo · Romo · Rubio · Samitier · Serrano · Sosa · Torres